# 1318
1318. је била проста година.

## Догађаји
- Сукоби Србије са Анжујцима (1318—1320) Заузимање већег дела Драгутинових поседа, довело је краља Милутина у директан сукоб са краљем Угарске Карлом Робертом који је те просторе сматрао својим поседом. Карло Роберт је створио широку коалицију против краља  Милутина Немањића у којој су били:Младен II Шубић, Карлов вазал, Филип Тарентски, господар Драча и албанске старешине предвођене браћом Мусаки, као и папа Јован XXII.